# Antas (Esposende)
Antas é uma povoação portuguesa sede da Freguesia de Antas do Município de Esposende, freguesia com 9,07 km² de área e 2178 habitantes (censo de 2021), tendo, por isso, uma densidade populacional de 240,1 hab./km².
É uma aldeia banhada pelo mar e rio, tendo uma vasta área florestal. O rio Neiva, que corre nos limites desta freguesia é  fronteira entre o Distrito de Viana do Castelo e o Distrito de Braga. Desagua ainda na freguesia de Antas e marca o começo da Paisagem Protegida do Litoral de Esposende.
Na freguesia existe com um forte movimento associativo, tendo assim várias associações, nomeadamente: Banda de Música, Grupo de Zés Pereiras, Grupo de Cantares e Dançares de Antas, Antas Futebol Clube, Associação de Defesa do Ambiente Rio Neiva, Grupo de Caça e Pesca de Antas, Jovens em Caminhada e Pastoral da Família.
Como principais vias de acesso apresenta a EN13 (Porto-Viana) e a A28. Apresenta também uma zona industrial com várias empresas de destaque regional. Pode-se afirmar que é uma aldeia empreendedora pois, a nível de turismo, apresenta casas de turismo rural e bons restaurantes para os grandes apreciadores de gastronomia minhota.
O seu santo padroeiro é São Paio e celebra-se a sua festa no dia 26 de junho. Logo de seguida, no início do mês de Julho, é celebrada a festa de Nossa Senhora das Vitórias.
Em suma, sobre as festas e romarias, a festa de Nossa Senhora das Vitórias é celebrada no primeiro primeiro fim de semana de julho e no primeiro fim de semana do mês de setembro celebra-se a festa de Santa Tecla tendo como grande atração o famoso concurso de pesca.

## Demografia
A população registada nos censos foi:
| Ano  | 0-14 Anos | 15-24 Anos | 25-64 Anos | > 65 Anos |
| 2001 | 390       | 309        | 1127       | 337       |
| 2011 | 325       | 268        | 1226       | 402       |
| 2021 | 278       | 238        | 1187       | 475       |

## Património

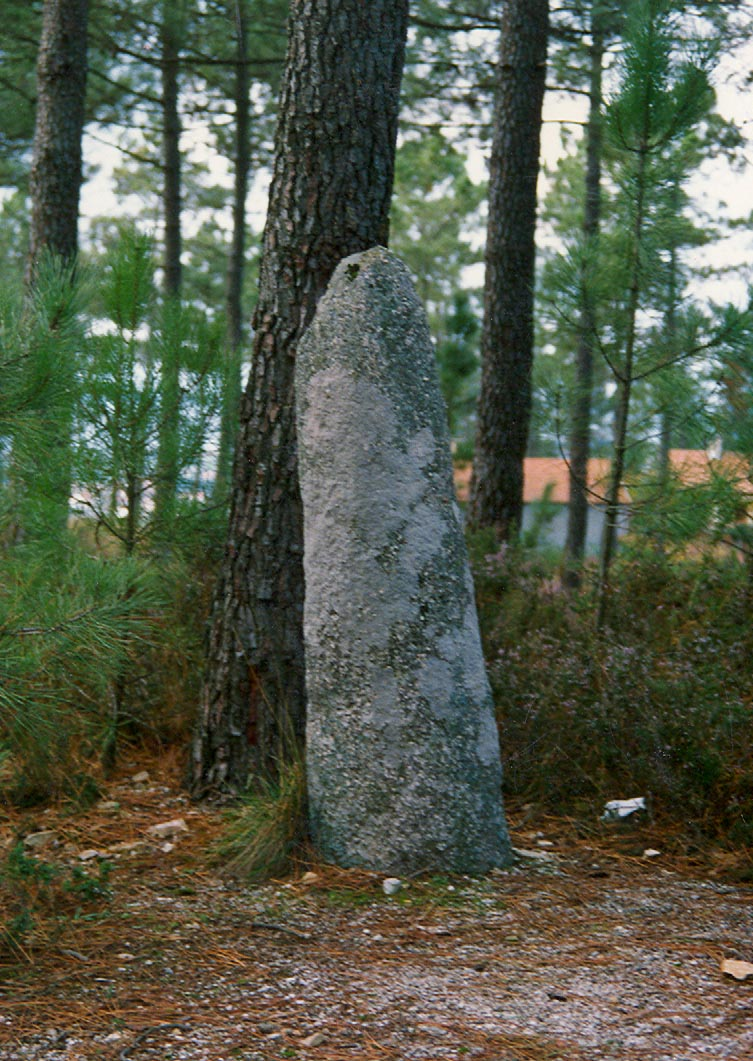
Menir de S. Paio de Antas (Imóvel de Interesse Público)

- Menir de São Paio de Antas Está classificado pelo IGESPAR como Imóvel de Interesse Público desde 1992.
- Igreja Paroquial
- Capela de Nossa Senhora dos Remédios
- Capela de Santa Tecla
- Cruzeiro paroquial
- Azenhas do Rio Neiva
- Capela de Nossa Senhora do Rosário
- Casa de Belinho
- Quinta Velha
- Castro ou Cividade de Belinho
- Busto do Maestro Manuel Rodrigues Laranjeira (Parque de Merendas da Escola de Azevedo)

## Património Natural
- Praias e estuário da Foz do rio Neiva
- Rio Neiva

## Referências publicadas

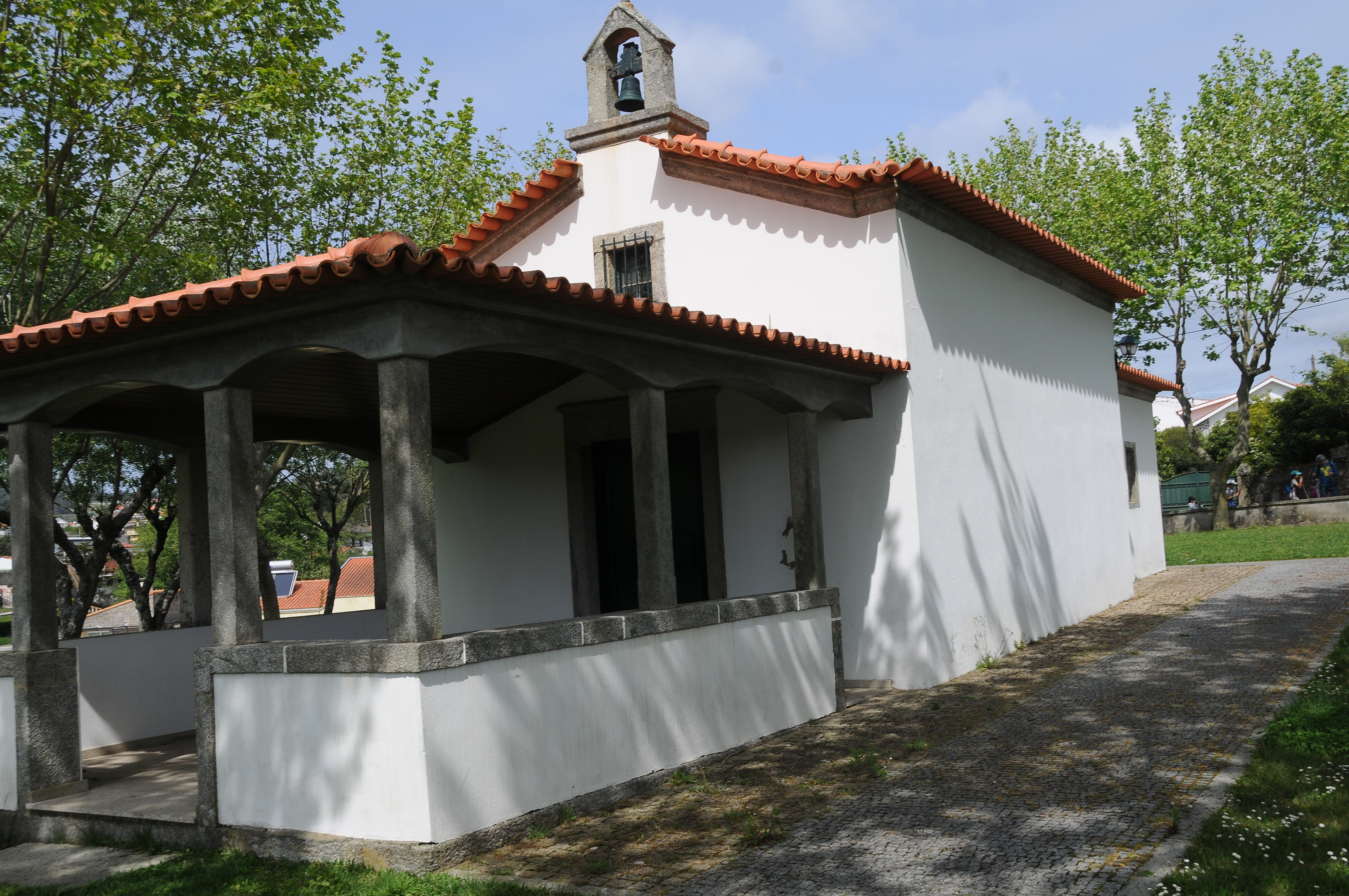